# Álvaro Mejía
Álvaro Mejía Pérez (ur. 18 stycznia 1982 w Madrycie) – piłkarz hiszpański, środkowy obrońca, od stycznia 2011 piłkarz Konyaspor.
Álvaro Mejía rozpoczął swoją karierę w klubie Las Rozas, gdzie grał w latach 1993–1998, w roku 1998 dostał się do młodzieżowej drużyny Realu Madryt C. Do składu B przeszedł w sezonie 1999/2000, a w następnym sezonie był już graczem pierwszej jedenastki juniorów. Mejía dołączył do trzeciej drużyny Realu w sezonie 2001/2002, w następnym sezonie przeniósł się do drugiej i pierwszej drużyny "Królewskich".
Był jednym z młodych talentów z rezerw madryckiego klubu. Grał w drugiej i pierwszej drużynie "Królewskich". Młody piłkarz udowodnił swoje umiejętności podczas swojego debiutu w meczu Ligi Mistrzów, który wielu komentatorów sportowych ocenia jako bardzo dobry. Po tym meczu często pojawiał się w składzie Realu Madryt, występując na różnych pozycjach. W 2007 roku wywalczył z Realem swój pierwszy tytuł mistrza Hiszpanii.
W lipcu 2007 Mejía za 2 miliony euro przeszedł do beniaminka Primera División, Realu Murcia.